# Neomycin
Neomycin ist ein Breitband-Antibiotikum aus der Gruppe der Aminoglycoside insbesondere gegen gramnegative, aber auch grampositive Bakterien. Es ähnelt stark dem Aminoglycosid-Antibiotikum Paromomycin.

## Chemie
Neomycin wurde erstmals 1949 in der Gruppe von Selman Waksman aus Streptomyceten (Streptomyces fradiae) isoliert. Neomycin besteht aus drei Komponenten: Neomycin A (Neamin), Neomycin B (Framycetin, Soframycin „Dembach-Roussel“, erstmals 1947 dargestellt) und Neomycin C. (Erste Handelsformen von Neomycin waren Bykomycin von Byk Gulden und Myacyne von O.W.G.-Chemie). Die Hauptkomponente Neomycin B und Neomycin C sind Stereoisomere. Neomycin A ist ein unwirksames hydrolytisches Abbauprodukt beider Isomere.

## Wirkungsmechanismus
Neomycin blockiert die Proteinbiosynthese empfindlicher Bakterien, indem es an die 30S-Untereinheit der 70S-Ribosomen bindet. Es besteht eine komplette Kreuzresistenz mit Kanamycin, teilweise auch mit Gentamicin.

## Einsatzgebiete und Präparate

### Humanmedizin
Neomycin wird als Sulfatsalz ausschließlich lokal bei Haut- und Schleimhautinfektionen, Wunden und Verbrennungen in Form von Tropfen, Cremes und Salben angewendet. Für die Behandlung von Blasen- und Harnwegsinfektionen bei Katheterträgern oder nach urologischen Operationen stehen sterile Lösungen zur Instillation in die Harnblase zur Verfügung. Weiters kann Neomycin zur Behandlung der Hepatischen Enzephalopathie eingesetzt werden: Bei oraler Gabe ist Neomycin im Darm wirksam und tötet dort ammoniakbildende Bakterien ab. Die starken Nebenwirkungen limitieren jedoch die Therapie.
Neben der Verwendung in Monopräparaten kommt es in zahlreichen Kombinationspräparaten vor.

### Veterinärmedizin
Neben der Behandlung von Hauterkrankungen, Mastitis und Augeninfektionen wird Neomycin bei Haustieren auch zur Behandlung von Erkrankungen des Magen-Darm-Kanals angewendet, da es im Darm nur zu etwa 3 % resorbiert wird. Bei Fischen kann es zur Verhinderung bakterieller Sekundärinfektionen bei einer Chilodonelliasis eingesetzt werden.

## Kontraindikationen und Nebenwirkungen
Neomycin ist relativ toxisch und darf nicht bei Neomycin-empfindlichen Patienten sowie bei größeren Wunden angewendet werden. Eine Kombination mit anderen Aminoglycosid- und neurotoxischen Antibiotika ist ebenfalls zu vermeiden.
Besonders hervorzuheben ist die Ototoxizität (Schädigung des Innenohres) lokal und topisch angewendeter Aminoglycosidantibiotika wie Neomycin, Kanamycin und Framycetin. Schon sehr geringe Mengen, die zum Innenohr gelangen und in die Haarzellen der Hörschnecke übertreten, können zu einem irreparablen(!) Verlust von Sinneshärchen führen, mit der Folge von Hörverlust bis hin zur völligen Taubheit und massiven Gleichgewichtsproblemen. Da z. B. Neomycin in Ohrentropfen Verwendung findet, dürfen diese Tropfen keinesfalls im Gehörgang bei perforiertem Trommelfell angewendet werden.
Bei oberflächlicher Anwendung können (selten) allergische Reaktionen auftreten.

## Handelsnamen
Monopräparate
Cysto-Myacyne (D), Myacyne (D), Uro-Nebacetin (D), Vagicillin (D)
Kombinationspräparate
Baneocin (A), Baneopol (CH), Betnovate (CH), Cicatrx (CH), Cortidexason comp. (D), Cortifluid (CH), Dermamycin (D), Dexa-Polyspectran (D), Dispadex comp. (D), FML-Neo (CH), Isopto-Max (D), Jellin-Neomycin (D), Maxitrol (CH), Mycinopred (CH), Mycolog (CH), Nebacetin (D), Néocônes (CH), Neo-Hydro (CH), Neosporin (CH), Neotracin (CH), Otosporin (CH), Panotile (CH), Pivalone comp. (CH), POlydexa (CH), Polyspectran (D), Spersapolymyxin (CH), Synalar (CH), Topsym polyvalent (CH),